# Otto Koke
Otto Koke (* 22. April 1909 in Oberehnheim; † 18. Dezember 1966) war ein deutscher Förster und Jagdschriftsteller.

## Leben
Koke war das jüngste von fünf Kindern. Nach der Volksschule besuchte er das Gymnasium Georgianum in Lingen, das er 1926 nach der zehnten Klasse verließ, um in Walsrode eine Försterlehre zu beginnen. Nach bestandener Revierförsterprüfung arbeitete er zunächst in der Revierförsterei Wietze, um 1953 die Revierförsterei Rehbeck im Forstamt Lüchow zu übernehmen. Dort lebte er mit seiner Frau Agnes im Forsthaus. In dieser Zeit schrieb er den Großteil seiner Bücher. Die zahlreichen Artikel und Serien in Forst- und Jagdzeitschriften schrieb er im letzten Drittel seines Berufslebens und im Ruhestand. Koke starb am 18. Dezember 1966.

## Werke
- Blitz der Greif. Matthias Grünewald Verlag, Mainz 1939.
- Ein Jahr geht über die Heide. Ein Buch vom Menschen, Blumen und Tieren. Matthias Grünewald Verlag, Mainz 1943.
- Die Grimbarts. Leben und Schicksal einer Dächsin und ihrer Sippe. Matthias Grünewald Verlag, Mainz 1943.
- Ein Förster geht durch den Wald. Dümmler, 1949.
- Pürschen und Schauen. Sponholtz, Hannover 1949.
- Herzchen Furchtsam, der Heidhase und andere Tiergeschichten. Matthias Grünewald Verlag, Mainz 1951.
- König der Wälder. Eine Hirschgeschichte. Sponholtz, Hannover 4. Aufl. 1950.
- Kleine Welt der grossen Wunder. Sponholtz, Hannover 1951.
- Bedrängt, vertrieben, ausgerottet ... Sponholtz, Hannover 1953.
- Das Jahr des Jägers. Ein Bekenntnis. Sponholtz, Hannover 1956.
- Der Schuss im Birkenkamp. Ensslin und Laiblin Verlag, Reutlingen 1956.
- Gut Freund mit allen Tieren. Ensslin und Laiblin Verlag, Reutlingen 1959.
- Der Wald ruft. Mit dem Förster durch das Jahr. Ensslin und Laiblin Verlag, Reutlingen 1961.
- Seltene Fährten. Ensslin und Laiblin Verlag, Reutlingen 1963.
- Wilderer am Werk. Der Fall des Förstermörders Kleinschmidt. Landbuch Verlag, Hannover 3. Aufl. 1964.
- Blitz, der Habicht. Landbuch Verlag, Hannover 5. Aufl. 1969.
- Tapfere Tiermütter. Grundert, Hannover 1971.

### Artikel
1959
- Schwunghafter Handel mit zahmen Rehwild. In: Wild und Hund, 62. Jg. (1959/60), S. 125–126.
- Burgfrieden und Friedensbruch im Horstbaum. In: Wild und Hund, 62. Jg. (1959/60), S. 137.
- Über 30 Junghühner in einem Volk? In: Wild und Hund, 62. Jg. (1959/60), S. 220.
- Vom Schöpfen des Wildes. In: Wild und Hund, 62. Jg. (1959/60), S. 244–245.
- Holzböcke. In: Wild und Hund, 62. Jg. (1959/60), S. 295.

1960
- Kanzelüberraschungen. In: Wild und Hund, 62. Jg. (1959/60), S. 447–448.
- Neben dem Pürschpfad. Teil 1. In: Wild und Hund, 63. Jg. (1960/61), S. 18.
- Neben dem Pürschpfad. Teil 2. In: Wild und Hund, 63. Jg. (1960/61), S. 38.
- Neben dem Pürschpfad. Teil 3. In: Wild und Hund, 63. Jg. (1960/61), S. 57.
- Neben dem Pürschpfad. Teil 4. In: Wild und Hund, 63. Jg. (1960/61), S. 77–78.
- Neben dem Pürschpfad. Teil 5. In: Wild und Hund, 63. Jg. (1960/61), S. 102.
- Neben dem Pürschpfad. Teil 6. In: Wild und Hund, 63. Jg. (1960/61), S. 121.
- Neben dem Pürschpfad. Teil 7. In: Wild und Hund, 63. Jg. (1960/61), S. 147.
- Neben dem Pürschpfad. Teil 8. In: Wild und Hund, 63. Jg. (1960/61), S. 167.
- Neben dem Pürschpfad. Teil 9. In: Wild und Hund, 63. Jg. (1960/61), S. 187–188.
- Neben dem Pürschpfad. Teil 10. In: Wild und Hund, 63. Jg. (1960/61), S. 206.
- Neben dem Pürschpfad. Teil 11. In: Wild und Hund, 63. Jg. (1960/61), S. 223.
- Neben dem Pürschpfad. Teil 12. In: Wild und Hund, 63. Jg. (1960/61), S. 249.
- Beobachtungen an zahmem Rehwild. In: Wild und Hund, 63. Jg. (1960/61), S. 324–325.
- Hasenbeobachtungen. In: Wild und Hund, 63. Jg. (1960/61), S. 334.

1961
- Vom Rehwild. In: Wild und Hund, 63. Jg. (1960/61), S. 477.
- Der Schneekeiler. In: Wild und Hund, 63. Jg. (1960/61), S. 543.
- Bussard schlägt Bussard. In: Wild und Hund, 63. Jg. (1960/61), S. 562.
- Schwarzwild und Bananen-Großfütterung. In: Wild und Hund, 64. Jg. (1961/62), S. 127.
- Über den Mutterkuchen beim Rehwild. In: Wild und Hund, 64. Jg. (1961/62), S. 246.

1962
- Von meinen Jungdachsen. In: Wild und Hund, 64. Jg. (1961/62), S. 465.
- Von der Wachtel. In: Wild und Hund, 65. Jg. (1962/63), S. 360.

1963
- Odyssee eines Jagdterriers. In: Wild und Hund, 66. Jg. (1963/64), S. 47–48.

1965
- Laß eine Augen offen sein. In: Wild und Hund, 68. Jg. (1965/66), S. 17.
- Laß eine Augen offen sein. In: Wild und Hund, 68. Jg. (1965/66), S. 47.
- Hasen in Wassernot. In: Wild und Hund, 68. Jg. (1965/66), S. 183.
- Erlebnisse und Gedanken um den Verlorenbringer. In: Wild und Hund, 68. Jg. (1965/66), S. 472–473.

1966
- Die Glöckner des Frühlings. In: Wild und Hund, 69. Jg. (1966/67), S. 46–47.
- Aufgemühdet. In: Wild und Hund. 69. Jg. (1966/67), S. 562–564.
- Kein „Hasenfuß“. In: Wild und Hund. 69. Jg. (1966/67), S. 432.
- Unangenehme „Begleitung“. In: Wild und Hund. 69. Jg. (1966/67), S. 46.